# Love You Inside Out
Love You Inside Out è una canzone del 1979 dei Bee Gees, estratto come terzo singolo dall'album Spirits Having Flown.

## Descrizione
Il singolo raggiunse la posizione numero uno della Billboard Hot 100 per una settimana nel giugno 1979 (interrompendo la permanenza al vertice della classifica di Hot Stuff di Donna Summer). Ha rappresentato il nono ed ultimo singolo al numero uno per il gruppo.
Della canzone ne è stata realizzata una cover da Leslie Feist, con il titolo Inside and Out, registrata nell'album Let It Die del 2004. ed è stata campionata dal trio R&B Total un paio di anni dopo nel brano When Boy Meets Girl. La canzone è stata campionata anche per Honey, canzone di discreto successo interpretata da R. Kelly e Jay-Z, e da Snoop Dogg per il singolo Ups and Downs del 2005.

## Tracce
1. Love You Inside Out – 3:48
2. I'm Satisfied – 3:43

## Classifiche

### Classifiche settimanali
| Classifica (1979)                | Posizione massima |
| -------------------------------- | ----------------- |
| Belgio (Fiandre)                 | 23                |
| Canada                           | 1                 |
| Germania                         | 21                |
| Irlanda                          | 6                 |
| Italia                           | 29                |
| Nuova Zelanda                    | 17                |
| Paesi Bassi                      | 27                |
| Regno Unito                      | 13                |
| Stati Uniti                      | 1                 |
| Stati Uniti (adult contemporary) | 15                |

### Classifiche di fine anno
| Classifica (1979) | Posizione |
| ----------------- | --------- |
| Canada            | 19        |
| Stati Uniti       | 33        |